# Шварц, Джош
Джош Шварц (англ. Josh Schwartz, род. 6 августа 1976) — американский телевизионный сценарист и продюсер.
Шварц наиболее известен как создатель и продюсер трех длительных телесериалов: «Одинокие сердца», «Чак» и «Сплетница». В возрасте двадцати шести лет, Шварц, стал самым молодым в истории эфирного телевидения продюсером собственного сериала.
В 2010 году он вместе со Стефани Сэвидж основал производственную студию Fake Empire Productions. Также Шварц выступил в качестве продюсера ряда сериалов, а в 2012 году снял свой первый полнометражный фильм «Смешной размер», где дебютировал как режиссёр.

## Фильмография
- 2003—2007 — Одинокие сердца / The O.C. (создатель / продюсер)
- 2007—2012 — Чак / Chuck (создатель / продюсер)
- 2007—2012 — Сплетница / Gossip Girl (создатель / продюсер)
- 2011—2015 — Зои Харт из южного штата / Hart of Dixie (продюсер)
- 2012 — Смешной размер / Fun Size (фильм, продюсер)
- 2013 — Дневники Кэрри / The Carrie Diaries (продюсер и соразработчик)
- 2013 — Культ / Cult (продюсер)
- 2014 — Анатомия любви / Endless Love(продюсер)
- 2019 — В поисках Аляски / Looking for Alaska (создатель / продюсер)